# Copa Acción de San Lorenzo 1948
De Copa Acción de San Lorenzo 1948 was een autorace die werd gehouden op 1 februari 1948 in het Parque Independencia in de Argentijnse stad Rosario.

## Uitslag
| Positie | Rijder               | Team          | Ronden | Tijd/Opgave     | Startplaats |
| ------- | -------------------- | ------------- | ------ | --------------- | ----------- |
| 1       | Jean-Pierre Wimille  | Simca-Gordini | 50     | 1:32:27.3       | 5           |
| 2       | Chico Landi          | Alfa Romeo    | 50     | +1:49.0         | 6           |
| 3       | Luigi Villoresi      | Maserati      | 48     | +2 ronden       | 3           |
| 4       | Pedro Llano          | Maserati      | 48     | +2 ronden       | 9           |
| 5       | Eitel Cantoni        | Maserati      | 46     | +4 ronden       | 11          |
| 6       | Italo Bizio          | Maserati      | 46     | +4 ronden       | 7           |
| 7       | Andres Fernández     | Maserati      | 46     | +4 ronden       | 12          |
| NF      | Juan Manuel Fangio   | Simca-Gordini | 41     | Motor           | 2           |
| NF      | Oscar Alfredo Gálvez | Alfa Romeo    | 25     | Achteras        | 1           |
| NF      | Giuseppe Farina      | Maserati      | 5      | Remmen          | 4           |
| NF      | Victorio Rosa        | Maserati      | 3      |                 | 8           |
| NF      | Achille Varzi        | Alfa Romeo    | 0      | Aandrijfas      | 10          |
| NS      | Gabriele Besana      | Ferrari       |        |                 |             |
| NS      | "Raph"               | Simca-Gordini |        | Niet verschenen |             |